# Un om în loden
Un om în loden este un film polițist thriller din 1979 regizat de Nicolae Mărgineanu (debut regizoral). Rolurile principale au fost interpretate de actorii Victor Rebengiuc și Ovidiu Iuliu Moldovan. Este o adaptare a romanului Moartea vine pe bandă de magnetofon de Haralamb Zincă.

## Rezumat
Dan Stamatiad (Victor Rebengiuc) este un inginer singur, angajat al unui Institut de Geologie și deținător al unor date secrete privind zăcăminte importante. Acesta începe să primească telefoane și scrisori de amenințare cu moartea, de asemenea în unele nopți are impresia că aude râsul sarcastic al unui bărbat care i se pare cunoscut. El găsește în camera sa ascunsă o bandă de magnetofon, după ce o ascultă vocea unui necunoscut îi spune că-i va afla identitatea și motivul pentru care va veni să-l ucidă. După ce sora sa este împușcată în lift și pentru a rezolva misterul și a-și pune ordine în viața sa, Dan spune ce i s-a întâmplat la Securitate. Cazul său ajunge în grija unor agenți de contrainformații ai Securității (prezentați într-o lumină pozitivă): col. Panait (Mircea Albulescu), cpt. Lucian (Ovidiu Iuliu Moldovan), lt. Frunză (Constantin Diplan) și un alt ofițer de securitate interpretat de Dumitru Furdui.

## Distribuție
- Victor Rebengiuc — Dan Stamatiad, inginer la un institut de cercetări geologice
- Ovidiu Iuliu Moldovan — mr. Lucian, ofițer de contrainformații al Securității
- Constantin Diplan — lt. Frunză, ofițer de contrainformații al Securității
- George Constantin — Constantin (Costi) Aman, inginer geolog, coleg de institut cu Stamatiad
- Mircea Albulescu — col. Panait, ofițer de contrainformații al Securității[2]
- Tănase Cazimir — Ernest Gramoste, pe numele adevărat Anghel Feraru, fost legionar (menționat Cazimir Tănase)
- Sanda Toma — Angela Prisăcaru, sora ing. Stamatiad
- Draga Olteanu-Matei — soția lui Aman, fiica unui comerciant
- Florina Luican — Mioara Cătuneanu, amanta lui Aman
- Andrei Finți — Bogdan Negreanu, tânăr inginer geolog, coleg de institut cu Stamatiad
- Gheorghe Visu — Nelu Mâțu, fiul menajerei
- Dem Niculescu — Vasiliu, ofițerul de securitate care-l supraveghează pe Stamatiad
- Dumitru Furdui — subofițer de securitate
- Silviu Stănculescu — directorul Institutului de Cercetări Geologice
- Elena Sereda — tov. Nicolescu, secretara Institutului, fosta iubită a lui Anghel Feraru
- Dan Tufaru  — Nițulescu, tânăr ofițer de securitate
- Victor Ștrengaru — dr. Voiculescu, medic balneoterapeut la Spitalul Central
- Ica Matache — Lucreția, menajera lui Stamatiad
- Gheorghe Șimonca — medicul chirurg
- Aristide Teică — unul dintre gemenii din trenul de Baia Mare
- Ioana Ciomîrtan — femeia bătrână din trenul de Baia Mare
- Anca Pandrea — iubita lui Nelu Mâțu
- Valentin Plătăreanu — Râpeanu, șeful biroului ONT
- Gheorghe Șofei
- Ion Șofei
- Emil Riman
- Irina Zemleny
- Andrei Zincă
- Mircea Roger
- Nicolae Ghinea
- Grigore Morariu
- Aurel Icala
- Doina Mavrodin
- Gert Brotschi
- Zaharia Volbea — pacientul brunet de la Spitalul Central
- Alexandru Virgil Platon — infirmierul de la Spitalul Central
- Andrei Traian
- Liliana Oniga
- Henriette Petre
- Mircea Cosma
- Doina Făgădaru
- Răzvan Vasilescu — șoferul institutului (nemenționat)

## Producție
Filmările au avut loc în perioada 31 august– 24 octombrie 1978. Cheltuielile de producție s-au ridicat la 2.762.000 lei.

## Primire
Filmul a fost vizionat de 1.689.174 de spectatori în cinematografele din România, după cum atestă o situație a numărului de spectatori înregistrat de filmele românești de la data premierei și până la data de 31 decembrie 2014 alcătuită de Centrul Național al Cinematografiei.
Eva Sârbu apreciază că filmul impresionează nu atât prin logica narativă a poveștii polițiste, cât prin combustia sa filmică, prin talentul dublat de inteligența creatoare. Filmul a fost distins în 1979 cu Premiul Opera prima de către ACIN. La festivalul de la Costinești, Nicolae Mărgineanu a primit un premiu pentru regie, filmul fiind recompensat și pentru muzica lui Cornel Țăranu.

## Premii
- 1979 - ACIN - Premiul „Opera prima”
- 1980 - Costinești - Premiile pentru regie și muzică